# Griefstedt
Griefstedt est une commune allemande de l'arrondissement de Sömmerda, Land de Thuringe.

## Géographie
Griefstedt se situe dans le bassin de Thuringe.
|           | Riethgen   | Büchel         |
| Weißensee | Griefstedt | Schillingstedt |
|           | Sömmerda   |                |

Griefstedt se trouve sur la véloroute de l'Unstrut et la ligne de Sangerhausen à Erfurt ; la gare est visible dans le téléfilm Drei Tage im April tourné en 1994.

## Histoire
Griefstedt est mentionné pour la première fois sous le nom de Griffestat au début du VIIIe siècle dans un répertoire des biens de l'abbaye d'Hersfeld fondé en 769 au moment de la mort de son fondateur, Lull, en 786.
En 1233, le landgrave de Thuringe Konrad offre le "Hof Grifstete" à l'Ordre Teutonique qui crée ici une commanderie. La commanderie est détruite lors de la guerre de Trente ans, le commandeur Johann Adam Marschall von Bieberstein fait bâtir à la place un château de 1701 à 1716.
Au cours de la Seconde Guerre mondiale, 66 ouvriers de Pologne et d'autres hommes et femmes d'Ukraine sont forcés de travailler sous l'autorité de Wilhelm Fromme, l'habitant de la commanderie.
Malgré les objections du Consistoire de la Province Ecclésiastique et des conservateurs du patrimoine, suivant la SMAD-Befehl Nr. 209, la chapelle est détruite en 1948 et le château en 1949 pour faire place à un grand domaine agricole. L'église, détruite par un incendie en 1939, est reconstruite en 1955 sans clocher.